# Hotel Marjan
Hotel Marjan je splitski hotel koji je trenutno u stečaju. Hotel je izgrađen 1963. i bio je prvi hotel prve klase u gradu Splitu s 220 soba. Hotel je projektirao Lovre Perković.

## Povijest
U kolovozu 2019. rovinjska Adris Grupa kupila je hotel za 324 milijuna kuna.